# Abucay
Abucay ist eine philippinische Stadtgemeinde in der Provinz Bataan 119 km nordwestlich von Manila.

## Sehenswürdigkeiten
- Sto. Domingo Abucay Church. Die geistliche Fürsorge von Abucay wurde im Jahre 1588 den Dominikanern anvertraut. Am 23. Juni 1647 fand auf dem Gelände der Kirche eine heftige Schlacht zwischen niederländischen Invasoren und Verteidigungskräften der Pampango statt. Dabei wurden beinahe 200 Pampangos getötet, vierzig andere zusammen mit dem spanischen Alcalde Mayor (Oberbürgermeister) und zwei dominikanische Priester wurden gefangen genommen. Die heutige Kirche wurde am 16. September 1852 durch ein Erdbeben schwer beschädigt. Die Kirche ist eine der ältesten in den Philippinen

- Tomas Pinpin Monument (Baranggay Ibayo). Wurde zur Erinnerung an einen berühmten philippinischen Buchdrucker errichtet. Das Monument steht auf dem Gelände der Tomas Pinpin Memorial Elementary School.

- Maria Canon Statue (Sibul, Abucay). Mahnmal für die während des Zweiten Weltkriegs gefallenen japanischen Soldaten.

- Pasukulan Fälle (West Abucay). Ein Wasserfall in einem Tal im Berg Natib.

- Sibul Spring (West Abucay). Eine Quelle mit schwefelhaltigem Wasser.
- Bataan-Nationalpark im Westen der Gemeinde

## Baranggays
Abucay ist politisch unterteilt in neun Baranggays.
- Bangkal
- Calaylayan (Pob.)
- Capitangan
- Gabon
- Laon (Pob.)
- Mabatang
- Omboy
- Salian
- Wawa (Pob.)

## Bildung
Seit 1979 befindet sich in Abucay das Colegio de San Juan de Letran Bataan, das zunächst als Außenstelle des Mutterhauses in Intramuros errichtet wurde und seit 1986 eine eigenständige Privatschule des Dominikanerordens ist.